# Deflorita curva
Deflorita curva är en insektsart som beskrevs av Shi, F-m. och Y.-l. Chang 2004. Deflorita curva ingår i släktet Deflorita och familjen vårtbitare. Inga underarter finns listade i Catalogue of Life.